# Cattleya fidelensis
Cattleya fidelensis é uma espécie rara de orquídea endêmica do município de São Fidélis, no estado do Rio de Janeiro, Brasil. Inicialmente classificada como Laelia fidelensis, foi reclassificada em 2008 como parte do gênero Cattleya após estudos filogenéticos conduzidos pelo pesquisador Cássio van den Berg.

## Taxonomia
Cattleya fidelensis foi descoberta em 1940 pelo orquidófilo Júlio Lacourt Sodré. A espécie foi primeiramente identificada como Laelia fidelensis devido a características morfológicas semelhantes a espécies do gênero Laelia. Contudo, estudos genéticos posteriores demonstraram que a planta é um híbrido natural entre Cattleya bicalhoi e Cattleya perrinii. Em 2008, Cássio van den Berg realizou a reclassificação para o gênero Cattleya.

### Sinônimos
Laelia fidelensis Pabst
Cattleya × fidelensis (Pabst) Van den Berg

## Descrição
Cattleya fidelensis é uma orquídea epífita, com pseudobulbos robustos e folhas coriáceas. Sua floração ocorre geralmente entre outubro e janeiro, apresentando de uma a duas flores por haste. As flores possuem pétalas e sépalas de coloração lavanda com veios violáceos, e um labelo com tons de roxo profundo e detalhes em amarelo na base.
- Número de polínias: 8
- Pétalas e sépalas: Lavanda translúcido com veios violáceos
- Labelo: Amplo, trilobado, violeta intenso com centro amarelo

## Distribuição e Habitat
Esta espécie é considerada endêmica da Mata Atlântica, sendo originalmente coletada nas florestas de São Fidélis, RJ. Sua ocorrência natural é extremamente rara, e nenhum outro exemplar foi encontrado em seu habitat desde sua coleta inicial.

## Conservação
Embora não esteja oficialmente classificada como ameaçada, a Cattleya fidelensis é considerada vulnerável devido à ausência de novos espécimes encontrados na natureza. Sua sobrevivência ocorre apenas por meio de cultivares mantidas por colecionadores e orquidários especializados, com destaque para o Orquidário Binot e o Orquidário Valle Fidelensis.